# Churdan (Iowa)
Churdan es una ciudad situada en el condado de Greene, en el estado de Iowa, Estados Unidos. Según el censo de 2010 tenía una población de 386 habitantes.

## Geografía
Según la Oficina del Censo de los Estados Unidos, la localidad tiene un área total de 5,48 km², de los cuales 5,47 km² corresponden a tierra firme y el restante 0,01 km² a agua, que representa el 0,18% de la superficie total de la localidad.

## Demografía
Según el censo de 2010, había 386 personas residiendo en la localidad. La densidad de población era de 70,44 hab./km². Había 203 viviendas con una densidad media de 37,04 viviendas/km². El 94,56% de los habitantes eran blancos, el 1,04% afroamericanos, el 0,78% amerindios, el 1,04% asiáticos, el 0,26% isleños del Pacífico, el 0,78% de otras razas, y el 1,55% pertenecía a dos o más razas. El 0,78% de la población eran hispanos o latinos de cualquier raza.